# NGC 4372
NGC 4372 (còn được gọi là Caldwell 108) là cụm sao cầu trong chòm sao phía nam Thương Dăng. Vị trí của NGC 4372 là phía tây nam của γ Muscae (Gamma Muscae) và phía nam của Tinh vân Dark Doodad (Sandqvist 149).